# Холоценски климатски оптимум
Холоценски климатски оптимум је био топли период који је трајао за време холоцена од пре 9.000 година до пре 5.000 година. Тај догађај познат је и под многим другим именима, као што су Климатски оптимум, Холоценски оптимум, Холоценски термички максимум.
Након топлог периода уследило је захлађење до око 2.000 година пре данас.

## Глобални ефекти
Холоценски климатски оптимум представљао је повећање температуре до око 4°C на Северном полу. По једној студији зима је у северном средишњем Сибиру била топлија за око 3 до 9°C, а лета за 2 до 6°C. У северозападној Европи је дошло до загревања, а на југу је долазило и до захлађивања. Просечна темпаратурна промена опадала је са географском ширином, тако да на малим географским ширинама и није било битне промене. Тропски гребени показују да се у том подручју темпаратура повећала за мање од 1°C. Глобални просек температуре је био вероватно између 0,5 и 2°C већи него средином 20. века.
Од 140 локалитета на западном Арктику за 120 локалитета постоји јасан доказ веће температуре него што је данашња. На 16 локалитета темпаратура је била 1,6±0.8°C топлија од данашње. Најпре се загријан северозапад Северне Америке пред око 11.000 до 9.000 година. Лауренцијев ледени покривач је још увек хладио континент. Североисток Северне Америке је 4.000 година после тога имао максималну темпаратуру.

### Језера у Сахари
Седименти у западној Африци показују афричко влажно раздобље, када је Африка била много влажнија него што је данас, а то је било пред 16.000 година до пред 6.000 година. Током тога времена ојачали су афрички монсуни због промена сунчевог озрачивања Земље. Тада је у Сахари било много језера у којима је било крокодила и нилских коња. Било је занимљиво откриће да је прелаз из сушног у влажно раздобље и обратно трајао само неколико декада. 
Претходно се мислило да је период прелаза трајао миленијумима. 
На јужној хемисфери (на Новом Зеланду и Антарктику) најтоплији период током холоцена је био пре 10.500 година до пре 8.000 година, управо након краја последњег леденог доба.. До пре 6.000 година та подручја су имала темпаратуру сличну садашњој.

## Миланковићеви циклуси
Климатски догађај је вероватно био резултат предвидиве промене Земљине орбите (Миланковићеви циклуси), а наставак тих промемна довео је до краја последњег леденог доба.
Због тога је северна хемисфера требало да има максимално осунчавање пре око 9.000 година, када је нагнутост осе била 24. По прорачунима помоћу Миланковићевих циклуса током лета је долазило око 8% више сунчевог зрачења на северну хемисферу, што је изазивало велико загрејавање.